# 亥姆霍兹自由能
亥姆霍兹自由能（英語：Helmholtz free energy，在物理学中也常直接简称为自由能），是一个重要的热力学参数，常用F或A表示，它的定义是：
{\displaystyle F=U-TS}
其中U是系统的内能，T是温度，S是熵。
自由能的微分形式是：
{\displaystyle dF=-SdT-PdV+\mu dN\,}
其中P是压强，V是体积，μ是化学势。
自由能可以被理解成是系统内能的一部分，这部分在可逆等温过程中被转化成功。在粒子数不变的等温过程中，系统对外界所做的功一定只能小于或者等于其自由能的减少，也就是说，系统自由能的减少就是等温过程中系统对外界所做的最大功。这就是最大功定理。数学表示是：
{\displaystyle F_{A}-F_{B}\geq -W}
如果是等温等容过程，W=0，上式化为：
{\displaystyle F_{A}-F_{B}\geq 0}
也就是说，在等温等容过程中，系统的自由能不可能增加。
由于吉布斯能G可以表示为{\displaystyle G=F+pV\,}，另有{\displaystyle G=\mu N\,}。所以
{\displaystyle F=\mu N-pV\,}
在统计物理学中，亥姆霍兹自由能是一个最常用的自由能，因为它和配分函数Z直接关联：
{\displaystyle F=-kT\ln Z\,}
其中k是玻尔兹曼常数。
对于非平衡态的过程，Jarzynski恒等式解释了非可逆功和亥姆霍兹自由能的联系。
{\displaystyle \exp(-\Delta F/kT)={\overline {\exp(-W/kT)}}.}
右式上面的横线代表对所有非平衡态过程的平均。Jarzynski恒等式假设初始态为平衡态，终态则不必是。
物理文献中常称其为自由能，并以F表示。也有文献使用A表示。

## 参阅
- 吉布斯能
- 自由能